# ضایعات هسته‌ای

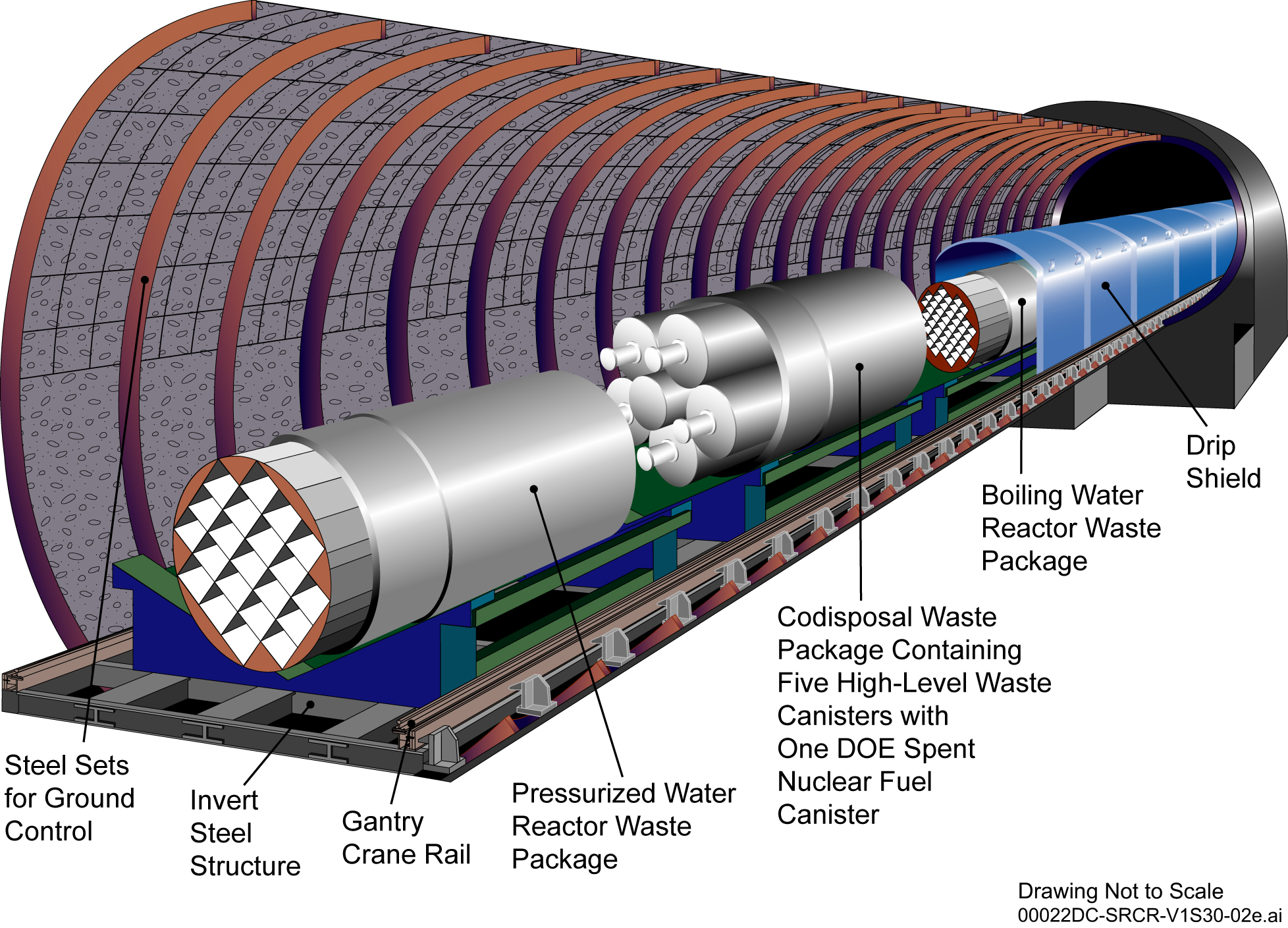
طریقهٔ پیش‌بینی شده برای ذخیره‌سازی ضایعات سطح بالا بمدت هزاران سال در کوه یاکا در ایالت نوادا.

ضایعات هسته‌ای (Nuclear waste) به‌عنوان پسمانده‌های آزمایش‌های تحقیقاتی در کشاورزی، در صنعت، پزشکی، و محصول فرعی فرایند تولید انرژی هسته‌ای همواره ناخواسته تولید می‌شوند.

## تعاریف و دسته‌بندی
در آمریکا، ضایعات هسته‌ای را بر حسب نوع محتویات، پتانسیل تولید حرارتی و شدت پرتوزایی دسته‌بندی می‌کنند. این دسته‌بندی ضایعات هسته‌ای را به سه قسمت تقسیم می‌کند:
- LLW: ضایعات سطح پایین (Low Level Waste)
- TRU: ضایعات فرا اورانیومی (Transuranic Waste)
- HLW: ضایعات سطح بالا (High Level Waste) همانند Sr-90, Y-۹۰، و Cs-۱۳۷

در این دسته‌بندی، ۹۰ درصد کل ضایعات هسته‌ای از نوع اول می‌باشند.
برای ضایعات دسته اول هسته‌ای، چال کردن کم‌عمق یا ذخیره‌سازی کوتاه مدت راه حل در نظر گرفته شدهٔ استاندارد می‌باشد. برای دو دستهٔ آخر، چال کردن عمیق ضایعات هسته‌ای راه حلی است که بسیاری از کارشناسان در نظر گرفته‌اند.

## روش‌های پردازش و دفع ضایعات هسته‌ای

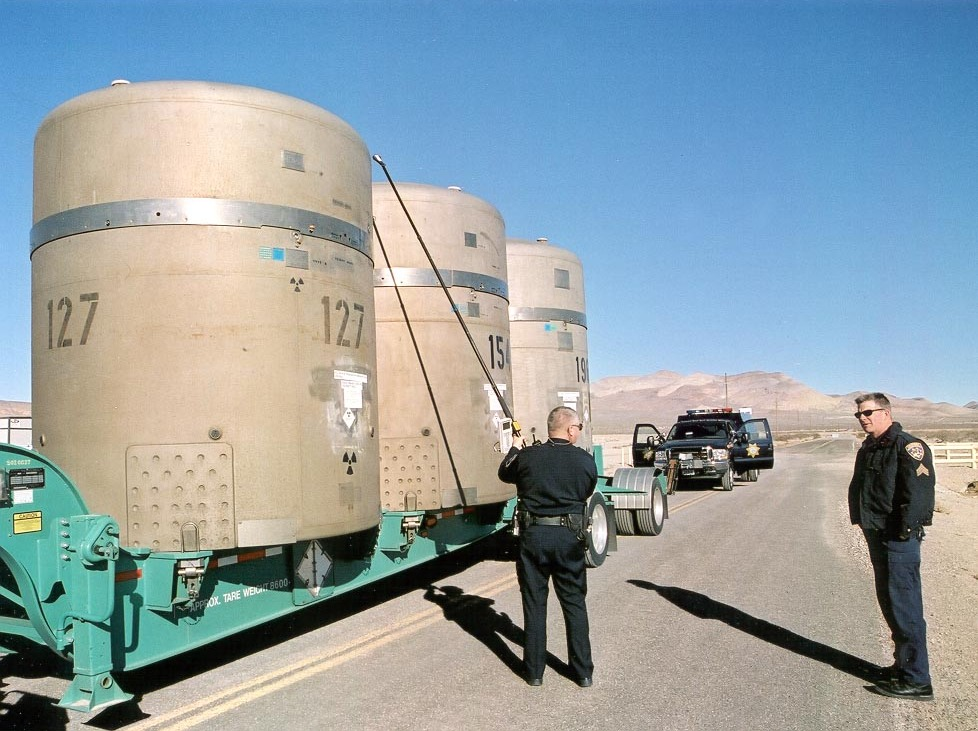
مامورین پلیس راه کالیفرنیا در حال بررسی بسته‌بندی یک محمولهٔ ضایعات هسته‌ای از نوع TRU. یکی از مأمورین با یک پرتوسنج گایگر دیده می‌شود. مقصد نهایی محموله در نیو مکزیکو است.

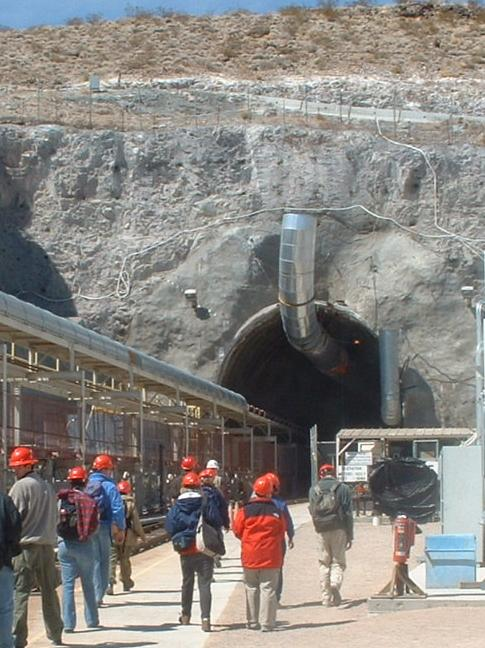
ورودی یکی از منفذهای تعیین شده در کوه یاکا